# コロニー形成単位
コロニー形成単位（コロニーけいせいたんい、Colony forming unit）とは、微生物学で、ある量の微生物（細菌等）を、それが生育する固体培地上にまいた時に生じるコロニーの数。集落形成単位ともいい、略称でCFUとも呼ばれる。まいた微生物中に含まれる増殖可能な微生物細胞の数を示す単位として用いられる。
微生物では一般に細胞の生死を直接判別できないため、CFUは生存細胞の数を表す指標として用いられる。例えば培養液を105倍に希釈して0.1mlをまき、100個のコロニーが生じた場合、培養液中の生存細胞数は（100÷0.1）×105＝108CFU/mlと計算される。

## その他の意味のCFU
CFUという言葉は微生物学のほか、細胞培養等に関係した一部の分野でも用いられる。例えば造血幹細胞研究の分野では、細胞数の指標ではなく、幹細胞の種類を表すのに用いられる。